# DaMarcus Beasley
DaMarcus Lamont Beasley (nascut a Fort Wayne, Indiana, Estats Units, el 24 de maig del 1982) és un futbolista estatunidenc que actualment juga de centrecampista, extrem o davanter al Rangers de la Scottish Premier League i per la selecció dels Estats Units. També ha jugat en equips com el PSV Eindhoven i el Manchester City al llarg de la seva carrera. Recentment, a l'estiu del 2009 va aconseguir amb el seu país el subcampionat de la Copa Confederacions.